# NGC 5300
NGC 5300 est une galaxie spirale intermédiaire située dans la constellation de la Vierge. Sa vitesse par rapport au fond diffus cosmologique est de 1 453 ± 20 km/s, ce qui correspond à une distance de Hubble de 21,4 ± 1,5 Mpc (∼69,8 millions d'al). NGC 5300 a été découverte par l'astronome germano-britannique William Herschel en 1786.

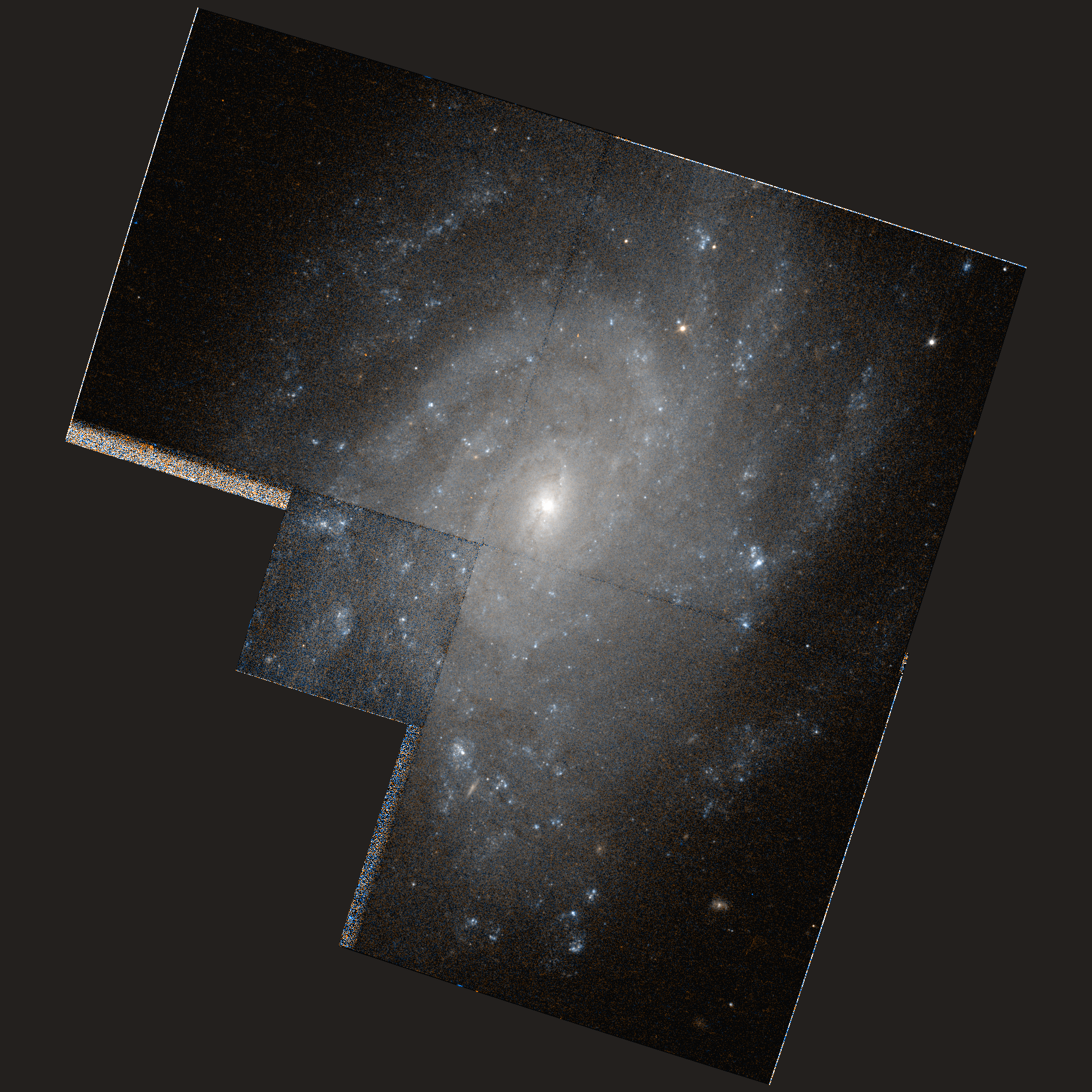
NGC 5300 par le télescope spatial Hubble.

Sur les images obtenues du relevé SDSS et du télescope Hubble, il n'y a pas vraiment de barre visible au centre de cette galaxie, aussi la classification de spirale intermédiaire par les bases de données NASA/IPAC et HyperLeda semble mieux convenir à celle-ci. 
La classe de luminosité de NGC 5300 est III et elle présente une large raie HI.
À ce jour, 19 mesures non basées sur le décalage vers le rouge (redshift) donnent une distance de 19,620 ± 4,498 Mpc (∼64 millions d'al), ce qui est à l'intérieur des valeurs de la distance de Hubble. Puisque cette galaxie est relativement rapprochée du Groupe local, cette distance est peut-être plus près de sa distance réelle que la distance de Hubble. Notons que c'est avec la valeur moyenne des mesures indépendantes, lorsqu'elles existent, que la base de données NASA/IPAC calcule le diamètre d'une galaxie.

## Groupe de NGC 5364
Selon A.M. Garcia, la galaxie NGC 5300 fait partie d'un groupe de galaxies qui compte au moins sept membres, le groupe de NGC 5364. Les autres galaxies du groupe sont NGC 5338, NGC 5348, NGC 5356, NGC 5360, NGC 5363 et NGC 5364.
Sur le site « Un Atlas de l'Univers », Richard Powell mentionne aussi le groupe de NGC 5364, mais la galaxie NGC 5338 n'y figure pas.
Abraham Mahtessian mentionne aussi ce groupe, mais les galaxies NGC 5300 et NGC 5360 n'y figurent pas.
Le groupe de NGC 5364 fait partie de l'amas de la Vierge III, un des amas du superamas de la Vierge.